# Щучанка
Щучанка — деревня в Альменевском районе Курганской области России. Входит в состав Бороздинского сельсовета.

## География
Деревня находится на юго-западе Курганской области, в пределах южной части Западно-Сибирской равнины, в лесостепной зоне, на южном берегу заболоченного озера Займище, на расстоянии примерно 46 километров (57 км  по автодороге) к западу от села Альменева, административного центра района и в 166 км (207 км по автодороге через Щучье) к юго-западу от города Кургана. Абсолютная высота — 178 метров над уровнем моря.
Климат
Климат характеризуется как континентальный с недостаточным увлажнением, холодной малоснежной зимой и тёплым сухим летом. Средняя многолетняя температура самого холодного месяца (января) составляет −17,7°С, температура самого тёплого (июля) — +25,2°С. Среднегодовое количество осадков — 370—380 мм. Снежный покров держится в течение 150—160 дней в году.
Часовой пояс
Щучанка, как и вся Курганская область, находится в часовой зоне МСК+2. Смещение применяемого времени относительно UTC составляет +5:00.

## История
В 1916 году на хуторе Щучанском Мурзабаевского общества Сарт-Калмыкской волости  Челябинского уезда Оренбургской губернии было 7 дворов, проживало 43 человека, но они не были приписным населением, а считались посторонним.
В 1918 году образован населенный пункт.
В начале лета 1918 года была установлена белогвардейская власть (26 мая белочехи захватили г. Челябинск, 4 июня — станцию Шумиха).
15 июля 1919 года на Восточном фронте против Колчака 1-й Симбирский рабочий полк у д. Парамоново вел ожесточенный бой с белоказаками. Бой длился 20 часов и закончился разгромом белых. В бою погиб командир полка Космовский и его помощник Фокин.
В 1919 году заимка Щучанка вошла в состав Мурзабаевского сельсовета. По данным на 1926 год состояла из 64 хозяйств.
В 1930-х годах образован Бороздинский сельсовет, в состав которого вошла деревня.
В 1964—1966 годах в деревню переселились жители ликвидированной башкирской деревни Куйбак. 
В годы Советской власти жители работали в Бороздинском мясо-молочном совхозе.
23 июня 2018 года торжественно отпраздновали 100-летие со дня образования деревни.

## Население
| 1916 | 1926 | 1989 | 2002 | 2010 | 2012 | 2013 |
| ---- | ---- | ---- | ---- | ---- | ---- | ---- |
| 43   | ↗363 | ↘330 | ↘182 | ↘126 | ↗132 | →132 |
| 2014 | 2018 |      |      |      |      |      |
| →132 | ↘95  |      |      |      |      |      |

В 2018 году из 95 прописанных человек проживало 66 жителей.
Гендерный состав
По данным Всероссийской переписи населения 2010 года в гендерной структуре населения мужчины составляли 52,4 %, женщины — соответственно 47,6 %.
Национальный состав
- Согласно результатам Всероссийской переписи населения 2002 года, в национальной структуре населения башкиры составляли 66 %; русские — 29 %[10].

- По переписи населения 1926 года проживало 363 человека, все русские.

## Общественно-деловая зона
- Металлический обелиск, увенчанный красной звездой. На гранях памятника под стеклом списки погибших в годы Великой Отечественной войны. Имеет деревянное ограждение[11].

## Улицы
Уличная сеть населённого пункта состоит из трёх улиц(Каменная, Центральная и Школьная).